# Bundesliga de 1965–66
A Primeira Divisão do Campeonato Alemão de Futebol da temporada 1965-1966, denominada oficialmente de Fußball-Bundesliga 1965-1966, foi a 3º edição da principal divisão do futebol alemão. O campeão foi o TSV 1860 München que conquistou seu 1º título na história do Campeonato Alemão.

## Premiação
| 1. Fußball-Bundesliga 1965-1966      |
| Baviera                              |
| ------------------------------------ |
| TSV 1860 MÜNCHEN Campeão (1º título) |